# Lucas Vila
Pour les articles homonymes, voir Vila.
Lucas Vila est un joueur argentin de hockey sur gazon né le 23 août 1986 à Buenos Aires. Il a remporté avec l'équipe d'Argentine la médaille d'or du tournoi masculin aux Jeux olympiques d'été de 2016 à Rio de Janeiro.